# Casa al carrer de la Plaça (Sant Pol de Mar)
La Casa al carrer de la Plaça és una obra modernista de Sant Pol de Mar (Maresme) inclosa a l'Inventari del Patrimoni Arquitectònic de Catalunya.

## Descripció
Casa modernista amb característiques molt pròpies d'aquest estil a la zona. Destaca l'ús de la rajola en les finestres i la porta, i a la part superior de la façana seguint el dibuix del sortint de les cobertes. Al costat lateral de la banda de mar, cal destacar el mirador fent angle i al damunt la fita, feta de rajola trencada de colors vius. De fites d'aquest estil n'hi ha un bon número, esparses per la població, com la de les escoles públiques.